# Oban River
Der Oban River ist ein Fluss im Nordosten des australischen Bundesstaates New South Wales.

## Geographie
Der Fluss entspringt nordwestlich des Mount Duncan an der Ostabdachung der Great Dividing Range. Bald nach seiner Quelle durchfließt er den Little Llangothlin Lake in der Little Llangothlin Nature Reserve. Von dort fließt er nach Südosten bis zur Kleinstadt Oban. Dort wendet er seinen Lauf nach Nordosten und mündet westlich des Guy-Fawkes-River-Nationalparks in den Sara River.